# 徐景楊
徐景楊，字岑青，江蘇人，清朝官員。監生出身。

## 生平
徐景楊於1820年（嘉慶25年）以淡水同知身分奉旨接替蓋方泌，於台灣地區擔任台灣府知府。而此官職是台灣清治時期此期間，受台灣道制約的台灣地方父母官。